# Каллипиды

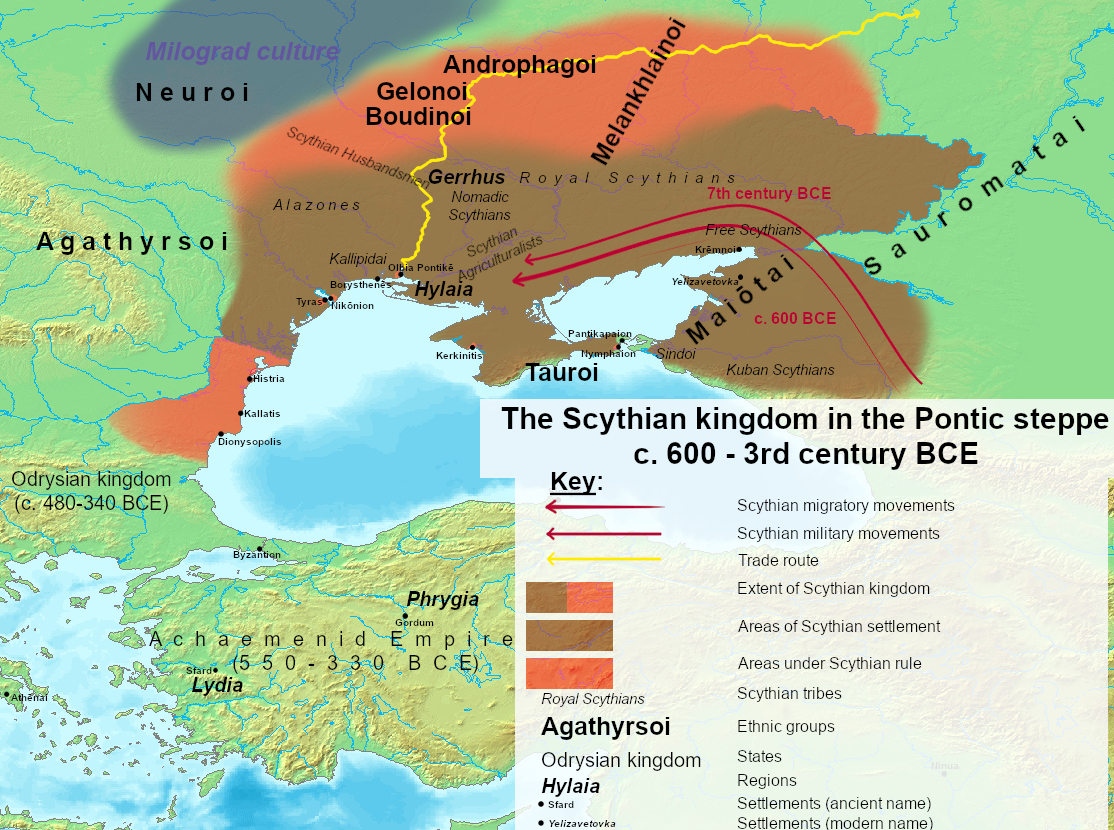

Каллипи́ды (греч. Καλλιππίδαι), называемые ещё эллино-скифы (греч. Ελληνοσκυθικόν) — народ живший в V веке до н. э. в нижнем течении реки Гипанис.

## Общие сведения
Каллипидами называют древний народ живший, по утверждению Геродота (IV, 17), в V веке до н. э. в нижнем течении реки Гипанис, в окрестностях Ольвии. Подобно скифам они вели кочевой образ жизни, но наряду с тем занимались и земледелием: выращивали пшеницу, чечевицу, просо, лук и чеснок.
Отождествляются с миксэллинами, неоднократно упоминаемыми в надписях Ольвии.

## Версии происхождения
У современной исторической науки, по характеризующим особенностям каллипидов, имеются две главные гипотезы:
- Это смешанный греко-варварский (причём варвары могли быть разного происхождения) земледельческий народ, проживавший в сельской округе Ольвии.
- Это частично эллинизированное полуоседлое скифское племя, проживавшее в степи севернее ольвийской округи, оставлявшее курганные захоронения.